# Valérie Aimard
Pour les articles homonymes, voir Aimard.
Valérie Aimard est une violoncelliste, pédagogue musicale et mime française née à Lyon en juin 1969. 

## Biographie
Valérie Aimard étudie avec Michel Strauss et Philippe Muller au Conservatoire national supérieur de musique et de danse de Paris. Elle y obtient un premier prix de violoncelle et un premier prix de musique de chambre, et suit le cycle de Perfectionnement.
En 1992, elle rencontre Bernard Greenhouse, élève de Pablo Casals, membre fondateur du Beaux Arts Trio, qui devient son maître.
Elle remporte plusieurs concours internationaux de violoncelle et de musique de chambre (notamment le premier prix du Concours Maria Canals de Barcelone en 1991). Elle s'est produite dans une vingtaine de pays en récital, en musique de chambre où comme soliste, et a notamment été invitée trois étés consécutifs aux États-Unis au festival de Marlboro.
Ses enregistrements ont reçu plusieurs récompenses (Diapason d'Or, Choc du Monde de la Musique, ffff de Télérama), en particulier l'enregistrement des œuvres pour violoncelle et piano de Felix Mendelssohn en 1997. Lors de sa parution début 1998, le magazine Diapason écrivait « Valérie Aimard s'était signalée il y a deux ans avec la sonate pour violoncelle seul de Kodaly dans laquelle elle affirmait une parfaite maîtrise de l'instrument dans tous les registres expressifs, et une exigence de style qui laissaient espérer une suite. […] ce qui émerveille d'abord chez Valérie Aimard, c'est la matière : un son généreux qui irradie sans jamais rechercher l'effet pour lui-même, un sens infaillible du phrasé long. Et puis elle sait faire chanter Mendelssohn sur la lame du rasoir, avec ses bouffées d'enthousiasme et ses voiles de pudeur : ni excès de romantisme ni raideur […] ».
Elle est chargée de cours « Formation à l'enseignement 2e cycle supérieur » au sein du département « Pédagogie » et enseigne la musique de chambre 1er, 2e et 3e cycles supérieurs au sein du département « Disciplines instrumentales classiques et contemporaines » du Conservatoire national supérieur de musique et de danse de Paris.
Elle s'est produite avec son frère le pianiste Pierre-Laurent Aimard au Festival d'Édimbourg, Festival d'Aldeburgh, Piano Ruhr Festival, Festival de La Roque-d'Anthéron, et dans des salles prestigieuses comme le Kioi Hall à Tokyo et le Théâtre des Champs-Elysées à Paris
Outre les concerts de musique classique, Valérie Aimard donne des spectacles de mimes seule en scène,  "Bulles", où elle « partage sa passion pour l'art de la pantomime »,.
En 2019, elle crée avec Antonina Zharava et Cédric Lorel une chaine YouTube dédiée au répertoire pédagogique du violoncelle : Cello Kids

## Disques
- Sonate pour violoncelle seul, de Zoltán Kodály (Agon, novembre 1996)
- Intégrale de l’œuvre pour violoncelle et piano de Felix Mendelssohn avec Pierre-Laurent Aimard au piano (Lyrinx 1998)[3], réédité en 2009 (ASIN B00008LOFS)
- Musique française, avec Cédric Tiberghien, piano (Lyrinx 2002) (ASIN B000063XQE)
- Budapest 1900 avec Cédric Tiberghien, piano (ASIN B001LQRBEU), (Lyrinx 2006)[7].